# Bartleby der Schreiber

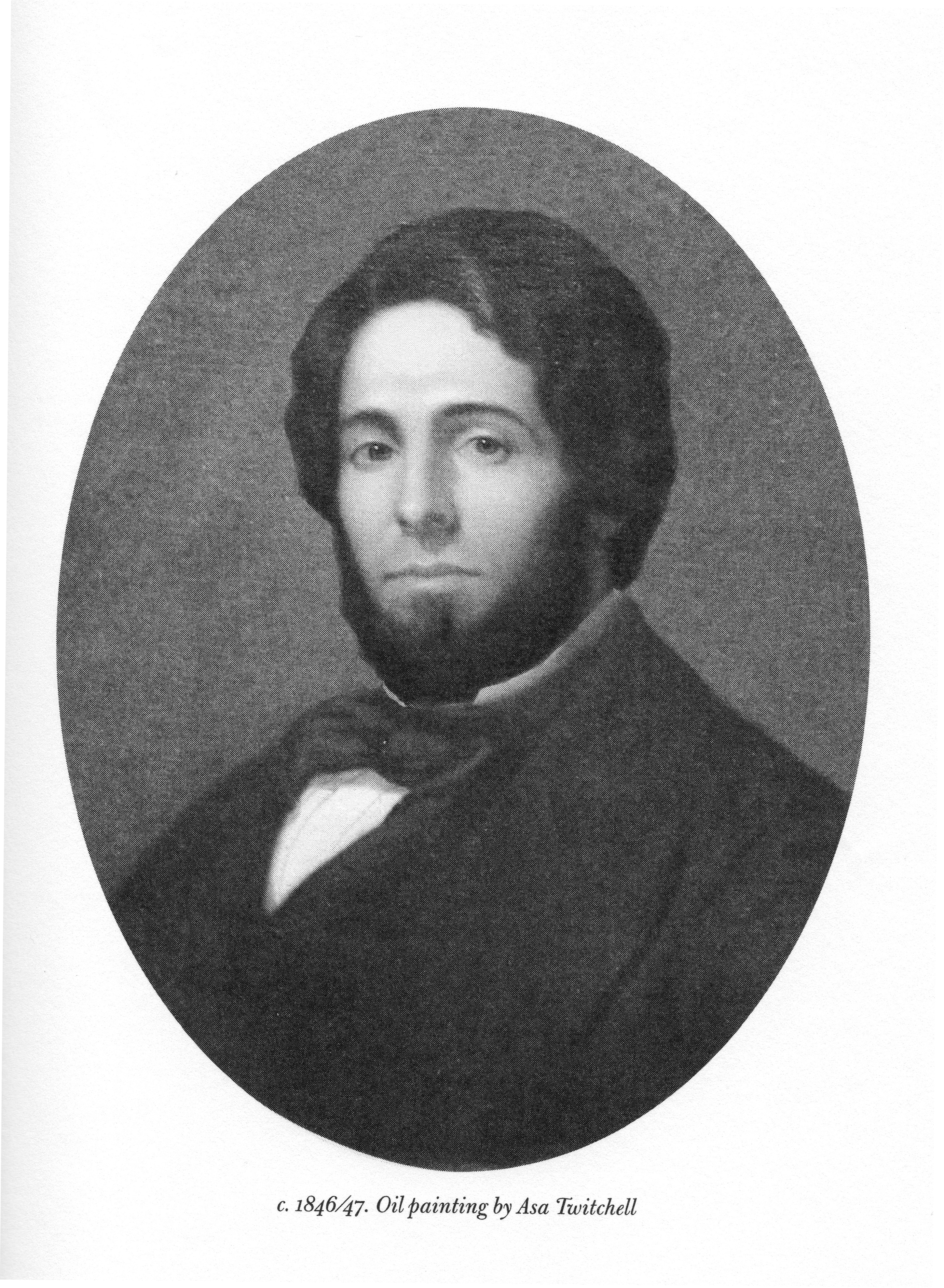
Herman Melville, Ölgemälde 1846–47

Bartleby der Schreiber ist eine Erzählung des amerikanischen Schriftstellers Herman Melville, die unter dem Originaltitel Bartleby the Scrivener veröffentlicht wurde. Es ist das erste Werk, das Melville nach Moby Dick verfasste, und wurde zunächst anonym im November und Dezember 1853 in zwei Teilen in der Zeitschrift Putnam’s Monthly Magazine veröffentlicht. Eine leicht veränderte Fassung wurde zusammen mit fünf anderen Erzählwerken in Prosa-Kurzform, unter anderem Benito Cereno, erstmals in Buchform 1856 in den Sammelband The Piazza Tales aufgenommen.
Die deutsche Erstübersetzung von Karl Lerbs erschien 1939 in der Zeitschrift Corona (Jahr IX Heft 4, Verlag R.Oldenbourg / München-Berlin) unter dem Titel Bartleby. Seitdem sind zahlreiche weitere Übersetzungen unter verschiedenen Titeln wie Der Schreiber Bartleby oder Bartleby, der Schreibgehilfe veröffentlicht worden, teilweise mit Untertiteln wie Das seltsame Leben eines Kanzleischreibers im alten New York oder Eine Geschichte aus der Wallstreet. Zwei neuere Übersetzungen erschienen 2002 von Elisabeth Schnack im Zürcher Manesse Verlag und 2010 von Felix Mayer im Kölner Anaconda Verlag.
Die Erzählung wird mitunter mit Der Mantel von Gogol verglichen, weist aber auch auf das 20. Jahrhundert, vor allem auf Kafka, voraus. Für zahlreiche Kritiker gilt sie als die gelungenste der Erzählungen Melvilles.

## Inhalt

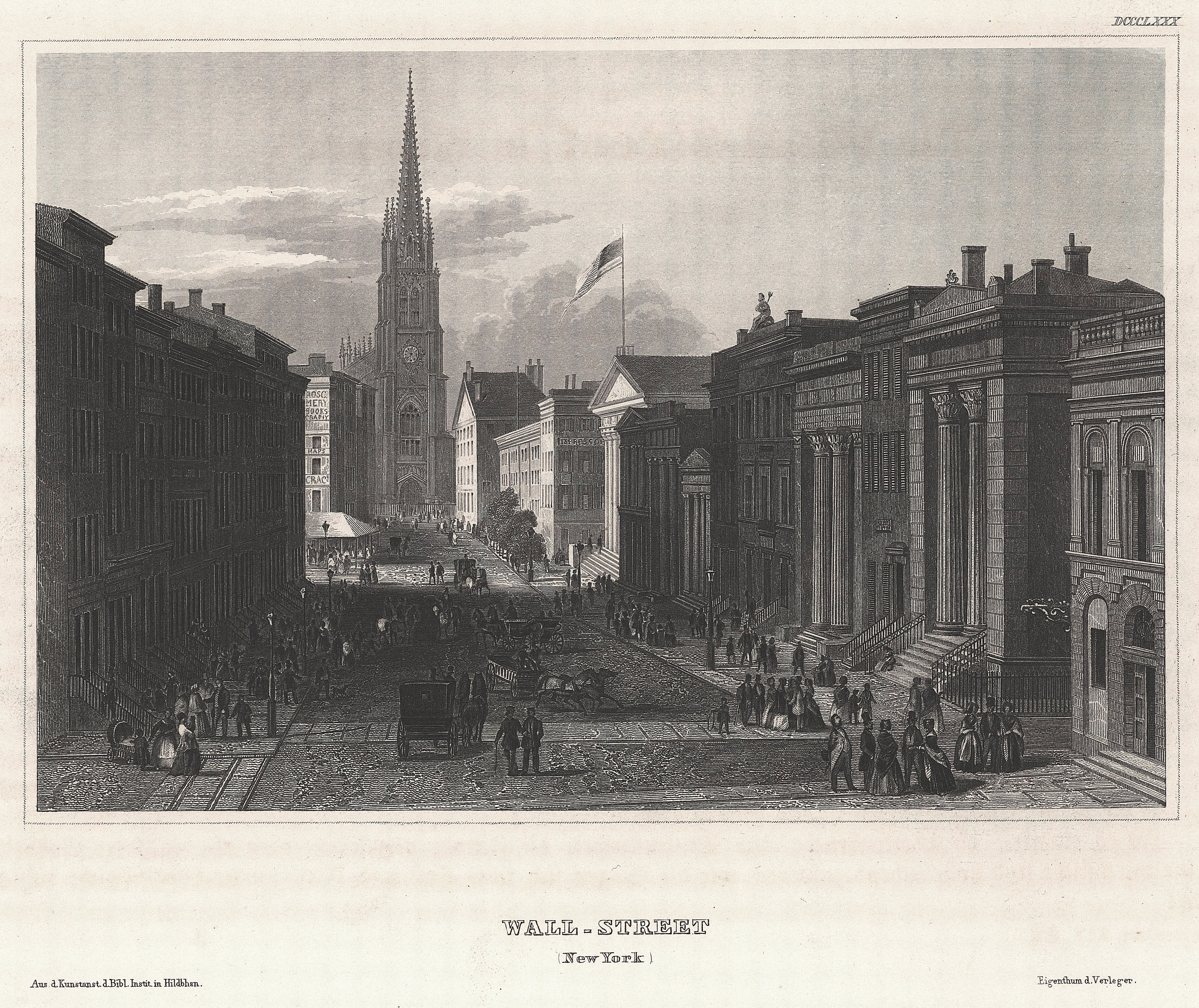
Die Wall Street etwa 1850, Entstehungszeit der Erzählung

Ein älterer Anwalt und Notar berichtet als Ich-Erzähler von einem seiner Schreibgehilfen namens Bartleby, den er eines Tages in sein von anderen Häusern umstelltes lichtloses Büro in der Wall Street aufnimmt. Bartleby beginnt seine Tätigkeit mit stillem Fleiß und einsiedlerischer Ausdauer. Er kopiert unermüdlich Verträge, lehnt aber zur Überraschung seines Arbeitgebers schon bald jede andere Tätigkeit mit den Worten ab: „Ich möchte lieber nicht“ (“I would prefer not to”); in neueren Übersetzungen auch „Ich würde vorziehen, das nicht zu tun“. Bald weigert er sich sogar, Verträge zu kopieren, wohnt aber inzwischen in dem Büro – höflich, freudlos, ohne Freunde und fast ohne zu essen. Der Rechtsanwalt kann oder will ihn nicht gewaltsam aus der Kanzlei entfernen lassen und auch eine großzügige Abfindung interessiert Bartleby nicht. Wegen eines unerklärlichen Einverständnisses mit Bartleby sieht sich der Rechtsanwalt am Ende gezwungen, selbst aus der Kanzlei auszuziehen, statt Bartleby vor die Tür zu setzen. Seine Nachmieter – weniger verständnisvoll – lassen Bartleby bald durch die Polizei abführen und in das Gefängnis The Tombs („Die Gräber“) bringen. Dort verweigert Bartleby nicht nur alle Kommunikation, sondern auch jegliche Nahrungsaufnahme. Der Rechtsanwalt versucht, sich um seinen „Freund“ zu kümmern, aber nach wenigen Tagen stirbt Bartleby an seiner Lebensverweigerung.
Das einzige, was der Anwalt über das Vorleben Bartlebys erzählen kann, ist ein ihm später zu Ohren gekommenes Gerücht, wonach Bartleby früher in einem Dead Letter Office arbeitete, einer Sammelstelle für nicht zustellbare Briefe.

## Erzählweise
Das mit dem Auftreten Bartlebys einsetzende Handlungsgeschehen wird im Hauptteil der Geschichte von dem Ich-Erzähler in einer Reihe von Episoden geschildert, deren Abfolge jeweils durch zeitliche Signale wie „eines Morgens“, „am dritten Tag“ oder „einige Tage darauf“ deutlich strukturiert wird.
Die Ereignisse werden linear erzählt; trotz der relativ vagen Zeitangaben könnte die erzählte Zeit etwa vier Wochen umfassen. In dieser Zeitspanne wird eine allmähliche Klimax der Verweigerung beschrieben: von der Einstellung des irgendwie entrückten Angestellten Bartleby über seine baldige Ablehnung von Zusatzaufgaben und die Beschränkung seines Lebenskreises auf das Büro bis zu seiner völligen Ablehnung aller Arbeit und, später im Gefängnis, seiner Ablehnung des Lebens überhaupt.
In dem Maße, in dem das Verhalten Bartlebys zunehmend unabhängig von den an ihn gestellten Anforderungen wird, verlagert sich das Bemühen des Ich-Erzählers von der Anstrengung, auf seinen Schreiber einzuwirken, auf das Bemühen, ihn verstehen zu lernen. Demgemäß nehmen in den einzelnen Episoden das seltsame Verhalten Bartlebys, die Einwirkungsversuche des Erzählers und dessen Überlegungen unterschiedlichen Raum ein. Ist das Verhalten Bartlebys gradlinig auf dessen Entwicklung bis hin zur absoluten Verweigerung einer jeden Lebensäußerung hin angelegt, so ist die Reaktion des Erzählers geprägt durch das Schwanken zwischen verschiedenen Versuchen, Bartleby in seine eigene Welt einzubeziehen und ihn zu verstehen, wobei die Betroffenheit des Erzählers mehr und mehr wächst.
Während im ersten Teil der Erzählung der Schwerpunkt auf der Entrückung Bartlebys von der sozialen Außenwelt und der zwischenmenschlichen Entfremdung liegt, thematisiert die Geschichte in ihrem zweiten Teil vor allem die zunehmende Selbstentfremdung und das Auseinanderfallen der Persönlichkeit des Protagonisten in dem Sinne, wie es rund 100 Jahre später 1960 in dem bekannten Werk The Divided Self. An Existential Study on Sanity and Madness (dt.: Das geteilte Selbst. Eine existentielle Studie über geistige Gesundheit und Wahnsinn, 1987) des renommierten britischen Psychiaters Ronald D. Laing beschrieben wird.
Eine Ausnahme in dieser vordergründig so transparenten, in den Hintergründen jedoch umso rätselhafteren Geschichte ist die nachträgliche Erwähnung eines Gerüchts: Bartleby sei vor seiner Anstellung in der Kanzlei Angestellter im Dead Letter Office gewesen, einer Abteilung für unzustellbare Briefe. Dieser nachgestellte Hinweis auf den Beginn von Bartlebys Veränderung erhält damit eine Schlüsselfunktion.
Während der späte Hinweis auf Bartlebys vorherige Anstellung die Linearität des Erzählverlaufs durchbricht, läuft dem parallel eine gleichmäßige Textur mehrerer Motive der allmählichen Steigerung bis zur Groteske entgegen. So wird von Anfang an das Büro des Notars ähnlich dem Gefängnis beschrieben, in das Bartleby schließlich eingeliefert wird: Das Licht stürzt durch Lichtschächte wie in ein Verlies, die Mauern der Nachbarhäuser stehen dicht vor den Fenstern und vor einem Fenster mit Blick auf eine Mauer steht Bartleby und träumt öfter im Stehen im Büro, ebenso wie er später im Gefängnishof mehrmals lange eine Mauer betrachtet. Des Weiteren verrichten auch die anderen Mitarbeiter des Notars ihre sogar von diesem als langweilig eingeschätzten Dienste wie „Soldaten“; in der Ausweitung dieses metaphorischen Vergleichs lassen sie ihre „Kolonnen“ aufmarschieren und greifen den Feind an. Zudem ist Bartleby sinnbildlich von Anfang an ein Todgeweihter, „immerfort stumm, bleich, mechanisch“, und sein früher sozialer und psychischer Tod wird am Ende nur durch seinen baldigen physischen ergänzt. Diese immer wieder anklingenden Motive sind damit sowohl Rahmen als auch Bestimmung der sich mit ihnen vollziehenden Handlung.
Wie in vielen anderen seiner Werke bedient sich Melville in diesem Fall gleichfalls der Figur eines älteren Anwalts als Ich-Erzähler, der in seiner beruflichen Tätigkeit mit einer Reihe interessanter und exzentrischer Menschen zu tun hat. Der Erzähler verzichtet jedoch darauf, auf das Leben der übrigen Schreiber in seiner Kanzlei näher einzugehen, und konzentriert sich in seiner Erzählung weitgehend auf die Schilderung seiner Begegnung mit Bartleby. Er berichtet, dass dieser „ein Schreiber war und zwar der seltsamste, den ich je gesehen, von dem ich je gehört habe“. Außergewöhnlich ist jedoch, dass er gerade von Bartleby kaum etwas weiß, wie er dem Leser mitteilt: „Bartleby gehörte zu den Menschen, über die sich nichts ermitteln läßt, es sei denn an den Quellen selbst, und die flossen in seinem Fall nur äußerst spärlich. Was ich mit eigenen erstaunten Augen von Bartleby gesehen habe, das stellt meine gesamte Kenntnis von ihm dar – abgesehen allerdings von einem ziemlich unbestimmten Bericht, der später hier wiedergegeben werden wird“.
Der Anwalt erzählt demzufolge nicht, um den Leser zu unterhalten oder emotional zu bewegen, sondern teilt einzig sein Erstaunen und seine Fragen über eine Gestalt mit, die ihm verwunderlich erscheint und über die sich kaum etwas ermitteln lässt. Für den Leser folgt aus dieser grundlegenden Erzählsituation, dass er ausschließlich auf die Perspektive des Ich-Erzählers angewiesen ist und nur sehr Spärliches von Bartleby erfahren wird, umso mehr dagegen allerdings von der Betroffenheit des Anwalts und dessen Bemühen, Bartleby durch die Ergründung des aus seiner Sicht Unfassbaren zu verstehen. Von Anfang an wird der Leser damit vollständig in die Betrachtungsweise des Erzählers einbezogen, hat teil an dessen Erstaunen und wird zugleich angeregt, das Phänomen Bartleby wie der Erzähler in seine eigene Erfahrungswelt einzuordnen.
Ähnlich wie bei Edgar Allan Poe in einer Reihe seiner kürzeren Erzählungen ist der Ich-Erzähler in Melvilles Geschichte sehr darum bemüht, sich dem Leser als glaubwürdig darzustellen. So gibt Melville seinem Ich-Erzähler hinreichend Raum, sich als Mensch vorzustellen, der in seiner Welt mit Umsicht agiert und sich zu behaupten weiß. Dennoch erfolgt diese Selbstcharakterisierung nicht ohne ein erhebliches Maß an Selbstgefälligkeit. So berichtet der Anwalt beispielsweise von seiner Beziehung zu dem berühmten John Jacob Astor: „Nicht um mich dessen zu berühmen, sondern als einfache Tatsache berichte ich bei dieser Gelegenheit, daß ich nicht ohne berufliche Beziehungen zu dem verewigten John Jacob Astor gewesen bin.“ Die Verwendung der Litotes (im Original: „not unemployed in my profession by the late John Jacob Astor“) steht im Gegensatz zu der Verneinung im Hauptsatz und deckt die Eitelkeit des Erzählers auf. Ebenso ist die Ironie des Autors in dieser Textpassage ersichtlich, die den Leser davon abhalten soll, sich ohne Weiteres mit der Sichtweise des Erzählers zu identifizieren.
Derart wird der Leser schon eingangs auf doppelte Weise verunsichert: Durch die Erzählperspektive wird er dazu angehalten, mit dem Ich-Erzähler dessen Verunsicherung im Hinblick auf das Phänomen Bartleby zu teilen; zugleich wird der Leser jedoch darüber hinaus verunsichert in Bezug auf die Zuverlässigkeit des Anwalts als Erzähler und Berichterstatter, da er schon früh von dessen Grenzen erfährt. Der Leser fühlt sich dementsprechend ebenfalls im weiteren Verlauf der Erzählung umso mehr versucht, das Phänomen Bartleby selber zu deuten und dieses besser als der Erzähler zu verstehen.

## Deutungsansätze
Wie nahezu alle Werke Melvilles ist auch diese Erzählung angesichts der Ambiguität des hier werkimmanent zum Ausdruck kommenden Weltverständnisses des Verfassers offen für unterschiedliche, oftmals widersprüchliche oder sich gegenseitig ausschließende Deutungen.
So hat man in der Figur Bartlebys in Ansätzen ein Selbstporträt des Autors sehen wollen oder auch eine Parabel auf die Lage eines erfolglosen Schriftstellers, der angesichts des Unverständnisses seiner Zeitgenossen verstummt und sich verweigert. Die Beschreibung des erdrückenden Büros in der Wall Street wird ebenso als eine Kritik Melvilles an dem seelenlosen Betrieb der im Aufschwung begriffenen Finanzmetropole New York gelesen. Demgemäß nennt der Autor seine Erzählung auch im Titel A Story of Wall Street, und die Mauern der die Kanzlei umgebenden Häuser und die des Gefängnisses sind ein beherrschendes Symbol. Ausdeutungsversuche in dieser Richtung greifen jedoch insoweit zu kurz, dass sie damit ein konkretes Motiv für das rätselhafte Verhalten des Titelhelden unterstellen, das in der Geschichte selbst so nicht genannt wird und das andere, ebenfalls denkbare Gründe ausschließt.
Alle weitergehenden Deutungsversuche stehen vor der Doppelaufgabe, sowohl die Veränderungen Bartlebys als auch das heimliche Einverständnis seines Arbeitgebers mit ihm erschließen zu müssen.
Bartleby scheint sich bei seinem Umgang mit unzustellbaren Briefen mit Hoffnungslosigkeit und Verzweiflung infiziert zu haben und tritt schon in diesem Zustand einer latenten Antriebslosigkeit in die Kanzlei ein. Sein „Ich möchte lieber nicht“ lässt sich zunächst als Rettungsversuch eines sensiblen und kranken Individuums vor einer mehrfach als sehr verbreitet und als äußerst langweilig beschriebenen Arbeit begreifen. Da Bartlebys Widerstandskräfte schwinden, und er seine Träume von einem sinnerfüllten Leben nicht Wirklichkeit werden sieht, bleibt ihm auf Grundlage einer solchen Lesart nur die sich ausweitende Ausschließung von Zumutungen und – schließlich – des Lebens selbst. Bartlebys groteske Konsequenz hebt sein Verhalten jedoch aus dem gegebenen konkreten Rahmen und verweist damit auf ein Allgemeines.
Denn in der Situation der vielen Bartlebys braucht es andere Menschen zum Überleben: Menschen wie Turkey (dt. Puter) und Nippers (dt. Beißzange), die beiden anderen Schreiber der Kanzlei, die aus dem Lauf der Sonne – wie indirekt auch immer – und aus den permanent konsumierten scharfen Pfeffernüssen ihre Lebensenergie gewinnen. Diese beiden stehen mit ihrer teils besonnenen, teils aktivistischen, teils ironisch distanzierten Arbeitshaltung der sanften Verletzlichkeit Bartlebys gegenüber – keineswegs als Vorbilder, sondern wie eine noch unbestimmte Warnung.
Ihr Arbeitgeber, der wegen seiner Spezialisierung auf Grundbesitzübertragungen auch mit den höchsten Kreisen in Kontakt stehende Notar, verhält sich in diesen Wochen Bartleby gegenüber sehr „unamerikanisch“. Auch wenn der Anwalt sich als wenig ehrgeizig und selbstironisch als „Verfasser schwerverständlicher Dokumente aller Art“ bezeichnet, entwickelt er doch eine überraschende Sympathie für den die Arbeit verweigernden Bartleby, den er schließlich mehrmals seinen „Freund“ nennt. Er ist beeindruckt von dessen psychologischem Stoizismus, der sich in Bartlebys Bemühen zeigt, sich von allen äußeren Einflüssen in seine innere Welt zurückzuziehen und sich allem Druck der Außenwelt zu widersetzen. Der Notar verwirft seinen anfänglichen Impuls, Bartleby zu entlassen; in einer bezeichnenden bildhaften Analogie ruft ihm dessen Verhalten eine Büste Ciceros in Erinnerung, die er in seinem Büro stehen hat und ebenso gut anstelle Bartelebys aus der Kanzelei entfernen könnte. So schreibt er als Ich-Erzähler in seinem Bericht: „Wäre nur die mindeste Unsicherheit, Empörung, Ungeduld oder Unverschämtheit an ihm wahrzunehmen gewesen, mit anderen Worten: hätte er nur irgendwie menschlich im normalen Sinn auf mich gewirkt, so hätte ich ihn zweifellos mit allem Nachdruck aus dem Hause gewiesen. Wie die Dinge aber lagen, hätte ich genau so gut meine gipserne Cicerobüste aus dem Hause weisen können“.
Anstatt Bartleby zu entlassen, gewährt er ihm stattdessen eine von den anderen Angestellten und von den Geschäftspartnern mit Unverständnis registrierte Freistatt in seinem Büro.
Das Motiv für dieses vordergründig unverständliche Nachgeben des Ich-Erzählers liegt einigen Interpreten zufolge in der Sanftheit und Milde, aber auch der Bestimmtheit Bartlebys, die sich sprachlich schon in seinem „Ich möchte lieber nicht“ äußert und den Erzähler entwaffnet.
Andere Interpreten sehen den Grund für dieses unerklärliche Einverständnis des Notars darin, dass Bartlebys Weigerungen bei dem Ich-Erzähler ein besonderes Mitleid, eine christliche Brüderlichkeit und solidarische Schwermut hervorrufen. Denn sowohl der Notar als auch seine anderen Angestellten sehen möglicherweise in Bartleby mehr als nur einen negativen Geist, da sich Bartlebys „Ich möchte lieber nicht“ auch in ihr Sprechverhalten einzuschleichen beginnt. Bartleby wird nach dieser Lesart damit derjenige, der auch für sie den Anspruch auf ein Leben in Hoffnung und Sinnerfüllung erhebt und der sich diesen Anspruch nicht noch einmal wie im Dead Letter Office mit einer entfremdeten oder wenig erfüllenden Tätigkeit abkaufen lassen will.
Der amerikanische Literaturwissenschaftler und Interpret Mordecai Marcus sieht demgegenüber in seiner Ausdeutung der Erzählung Bartleby als einen psychologischen Doppelgänger des namenlosen Ich-Erzählers und Anwalts. Dessen obsessive Sorge um Bartleby und die Tatsache, dass auch Bartleby als Protagonist ohne jeglichen biografischen Hintergrund bleibt, deutet nach Mordecai darauf, dass Bartleby eine rein imaginäre Gestalt im Bewusstsein des Ich-Erzählers sei. Weitere Belege für eine solche Ausdeutung der Erzählung sieht Mordecai in dem geschilderten Verhalten Bartlebys, der niemals die Kanzlei verlässt und praktisch von nichts lebt. Nach der Weigerung, seine Tätigkeit fortzuführen, führt er Mordecai zufolge ein parasitäres Dasein auf Kosten des Ich-Erzählers, wobei die genaue Abhängigkeitsbeziehungen zwischen den beiden auf mysteriöse Weise vage bleibe. Mordecai deutet ebenso Bartlebys Weigerung, die Kanzlei trotz aller Verlockungen und Drohungen zu verlassen, als Ausdruck dafür, dass es seine Lebensaufgabe sei, im Lebensbereich des Ich-Erzählers zu bleiben. Seine zwanghafte Lebensweise wie auch seine ansonsten unerklärliche Hartnäckigkeit deuten demzufolge suggestiv an, dass Bartleby die unbewusste Verkörperung einer gleichsam perversen Entschlossenheit des Anwalts sei, die in dem sanften und menschenfreundlichen Ich-Erzähler zum Ausbruch käme, sollte er seinem Verlangen nach einer unerbitterlichen Passivität als Protest gegen seine bisherige Lebensführung nachgeben. Auch die Tatsache, dass Bartleby im Verlauf der Geschichte zunehmend Macht über den Ich-Erzähler gewinne und dieser sich zunehmend, wie sich in zahlreichen Details zeigen lässt, mit Bartleby identifiziere, stützen Mordecais Interpretation der Erzählung in dieser Hinsicht.
In anderen Deutungen wird Bartlebys „Ich möchte lieber nicht“ so verstanden, dass damit eine Freiheit der menschlichen Handlungswahl unterstellt werde, die zwar sozial utopisch und in ihrer Konsequenz grotesk sei, aber als bedeutsame Alternative den Arbeitgeber wie auch Bartlebys Kollegen fasziniere. So schlage sich der Notar schon bald auf die Seite seines an einem Mangel an Hoffnung und Sinn sterbenden Angestellten. Dabei gerate der Anwalt mit seinem tätigen Mitleid aus christlicher Verantwortung selber in Konflikt mit der protestantischen Ethik des frühen amerikanischen Kapitalismus, die hinter jedem Scheitern moralische Mängel erkennen will, und beende seine Erzählung mit dem prophetisch-pessimistischen Ausruf: „O Bartleby! O Menschheit!“
Der Text selbst kann indes an keiner Stelle der Erzählung auf eine positive Deutung des Verhaltens des Protagonisten festgelegt werden, weder als moralisch-ethische Gerechtigkeit im Sinne eines „moral law“, noch im Sinne der „chronometrical characters“, die der Torheit oder Sünde verfallen, wie Melville sie zuvor in der Figurenwelt von Redburn, Moby Dick, Billy Budd oder Pierre gestaltet hatte.
Gleiches gilt für Deutungsansätze, die Bartleby in erster Linie als Darstellung des Konfliktes zwischen Individuum und Gesellschaft verstehen. Demnach wird die Titelfigur entweder als Repräsentant eines extremen Individualismus verstanden, der nicht willens ist, sich den Geboten oder Gesetzen des menschlichen Zusammenlebens zu fügen, oder aber als Opfer einer inhumanen Gesellschaft, die nicht bereit ist, seiner Individualität Rechnung zu tragen. Der Erzähler selbst beugt sich zwar an bestimmten Stellen in der Erzählung den Gesetzen der Gesellschaft, beispielsweise als er meint, auf seine Geschäftsfreunde Rücksicht nehmen zu müssen; insoweit kommt die Unvereinbarkeit von Individuum und Gesellschaft in der Erzählhandlung tatsächlich zum Tragen. Dennoch kann die immer wieder zweideutige Beziehung zwischen dem Erzähler und seinem Schreiber Bartleby einer solchen Antinomie insgesamt nicht stimmig untergeordnet werden. Ein Teil der Aussage der Erzählung liegt gerade in der Offenheit beider Möglichkeiten von sozialer Konformität zum einen und Exzentrizität oder Dissidenz zum anderen. Eine Ausdeutung der Sinnaussage der Erzählung, die eine Bewertung zugunsten eines dieser entgegengesetzten Pole enthält, hat ihre Berechtigung einzig als eine durch die Erzählung beim Leser angeregte „Kontemplation“, die individuelle Wertvorstellungen des jeweiligen Betrachters oder Interpreten bereits von vornherein voraussetzt.
Wiederholt wurde Bartleby als Sinnbild für passiven Widerstand bzw. zivilen Ungehorsam diskutiert, unter anderem im Rahmen der Occupy-Bewegung. Der Anglist und Übersetzer Jan Wilm sieht den im Herzen der aufstrebenden Finanzbranche arbeitenden Bartleby als jemanden, der sich der Welt des Kapitals total verweigert: Er arbeitet nicht, er konsumiert nicht, er nimmt kein Geld von seinem Arbeitgeber entgegen. Für Gilles Deleuze ist Bartleby eine Art Held der Postmoderne, der sich weigert, ein Rädchen im Getriebe großer Systeme und Weltentwürfe zu sein: Er sei „...der von den großen Metropolen niedergedrückte und mechanisierte Mensch, von dem man indes vielleicht erwartet, dass aus ihm der zukünftige Mensch oder eine neue Welt hervorgeht.“ Laut Christian Holl verkörpere Bartleby „...ein Prinzip, ein System bloßzustellen, indem man dessen Mechanismen nicht akzeptiert“, in diesem Fall der Bürokratie, das durch sinnlose und langweilige Schreibarbeiten charakterisiert ist. Der Ich-Erzähler ist erstaunlich machtlos gegen Bartlebys Verhalten: Bis zum Schluss scheut er sich davor, die Polizei zu rufen, um seinen rätselhaften Kopisten aus dem Büro zu entfernen, unter anderem, weil er gar nicht weiß, mit welcher Begründung er zur Polizei gehen soll. Schließlich tut Bartleby nichts Kriminelles – er tut einfach gar nichts.
Andere Interpreten betonen demgegenüber die pathologischen Momente in dem Verhalten der Titelfigur, die sie als Symptome einer gravierenden psychotischen oder neurologischen Erkrankung deuten. Während in den 1960er und 1970er Jahren in einer solchen Lesart der Geschichte Bartlebys Verhalten vor allem als Ausdruck einer post-traumatischen Belastungsstörung oder eines schizophrenen Krankheitsbildes verstanden wurde, sehen heutige Vertreter einer psychologisch ausgerichteten Textdeutung die Erzählung eher als Porträt eines Autisten.
Der Philosoph Daniel-Pascal Zorn weist darauf hin, dass Bartlebys frühere Tätigkeit im Büro für unzustellbare Briefe, wo er diejenigen Schreiben aussortieren musste, die vernichtet werden sollten, eine doppelte Verneinung (Unzustellbarkeit + Vernichtung) darstellte. Zorn argumentiert, dass Bartleby durch den plötzlichen Verlust seiner Stellung ein Trauma erlitten haben könnte, das die doppelte Negation zu einer Zwangshandlung werden ließ. Wenn Bartleby sagte: „I would prefer not to“, hätte er tatsächlich gesagt: „I would prefer not to say: ‚I would prefer not to‘“. Das Trauma seiner verlorenen Stelle hätte ihn, so Zorn, dazu gezwungen, es so zu sagen, dass seine Worte nicht ankommen. Jeder Wutausbruch hätte ihm mitgeteilt, dass er negativ sanktioniert werden würde, wenn er nicht verneint. Daher verneint er, bis es zu seinem Tod führt. Aus dieser Sicht hätten die Menschenfreundlichkeit und der gute Wille des Anwalts zu diesem fatalen Ende geführt.

## Werkgeschichtliche Zusammenhänge
Eine wichtige Vorlage Melvilles für seine Erzählung war vermutlich eine Anzeige für ein Buch mit dem Titel The Lawyer’s Story, die sowohl in der Ausgabe der New York Tribune wie auch der New York Times für den 18. Februar 1853 erschien. Dieses Werk wurde später im selben Jahr anonym veröffentlicht, tatsächlich jedoch von dem bei zeitgenössischen Lesern beliebten Schriftsteller James A. Maitland verfasst. In der Anzeige war das erste Kapitel von The Lawyer’s Story vollständig abgedruckt, das im Eröffnungssatz folgenden Wortlaut hatte: „In the summer of 1843, having an extraordinary quantity of deeds to copy, I engaged, temporarily, an extra copying clerk, who interested me considerably, in consequence of his modest, quiet, gentlemanly demeanor, and his intense application to his duties“. Außer diesem thematisch sinnträchtigen Einleitungssatz lassen sich jedoch keine weiteren auffälligen Parallelen oder Übereinstimmungen zwischen dem in der Anzeige abgedruckten ersten Kapitel von The Lawyer’s Story und Melvilles Erzählung finden, wie Hershel Parker in seiner 2002 erschienenen Melville-Biografie feststellt.
Der amerikanische Literaturwissenschaftler Andrew Lyndon Knighton vermutet zudem, dass Melville als weitere Quelle oder Inspiration für seine Erzählung auch ein unbedeutendes Werk von Robert Grant White Law and Laziness: or Students at Law of Leisure aus dem Jahre 1846 gedient habe. Dieses Werk enthält eine Szene und verschiedene Charaktere einschließlich eines untätigen oder müßigen Schreibers, die Melvilles Geschichte beeinflusst haben könnten. Möglicherweise verfasste Melville Bartleby the Scrivener gleichermaßen als emotional gefärbte Antwort auf die Verrisse, mit denen die Kritik auf seinen ein Jahr zuvor 1852 erschienenen Roman Pierre; or, The Ambiguities (Pierre oder die Doppeldeutigkeiten, deutsche Erstausgabe 1965) reagiert hatte.
Jorge Luis Borges setzt Bartleby mit der Erzählung Wakefield von Nathaniel Hawthorne in Verbindung, der von Melville als Vorbild bewundert wurde und der auch mit ihm in brieflichem Kontakt stand. Wakefield handelt von einem Mann, der eines Tages ohne erkennbaren Grund seine Frau verlässt, nur um sich 20 Jahre lang heimlich in eine Wohnung einzumieten, die eine Straßenecke von seiner alten Wohnung entfernt liegt. Der amerikanische Melville-Forscher Christopher W. Sten geht davon aus, dass Melvilles Erzählung ebenfalls durch die Arbeiten von Ralph Waldo Emerson inspiriert wurde, und sieht gewisse Parallelen insbesondere zu dessen Essay The Transcendentalist, in dem die grundlegende Doktrin des amerikanischen Transzendentalismus begründet wurde.
Einige Literaturwissenschaftler sehen auch autobiografische Einflüsse in Bezug auf die Entstehung der Erzählung. Im Frühjahr 1851 habe Melville während der Arbeit an seinem berühmten Roman Moby Dick sich selbst zum Teil in einer ähnlichen Lage gesehen wie die Titelfigur Bartleby in seiner Erzählung, der sich beharrlich weigert, die Schreibarbeiten zu erledigen, die von ihm verlangt werden. So versuche Melville möglicherweise, in Bartleby der Schreiber seiner Frustration und Enttäuschung über seine eigene Tätigkeit als Schriftsteller in einem zunehmend kommerzialisierten Kulturbetrieb und einer entfremdeten Gesellschaft Ausdruck zu verleihen.
Melvilles Ausgestaltung der Erzählfigur des Kanzleiangestellten mit dem Spitznamen Nippers (dt. Beißzange) enthält zahlreiche sinngebende Anspielungen auf den in jungen Jahren wenige Jahre zuvor verstorbenen Dichter Edgar Allan Poe, dessen Schicksal Melville während der Entstehungszeit von Bartleby der Schreiber in besonderem Maße beschäftigte. Poe war für Melville ein herausragendes Beispiel für das tragische Scheitern eines amerikanischen Künstlers und Literaten, der sich mit seinen Kritikern und seinem eigenen Zeitalter in Zwietracht befand. Poes Reizbarkeit und seine gescheiterten Ambitionen finden in Melvilles Geschichte ihren Ausdruck als die augenfälligsten Eigenschaften von Nippers: Wie Poe ist Nippers ein beißender Kritiker; seine Flüche und Schmähungen bleiben jedoch wirkungslos. Nippers zeigt ebenso eine Art von Wahn und extremer Gereiztheit, wie sie auch Poe in den letzten Jahren seines Lebens in der misslungenen Suche nach Geldgebern für die Gründung eines eigenen literarischen Magazins entwickelte, das es ihm ermöglicht hätte, seine Vorstellungen ohne Einmischung und Kontrolle von außen umzusetzen.
Bartleby der Schreiber kann als Melvilles erster Versuch in der Form einer Prosaform der selbständigen kürzeren Erzählung gesehen werden; umso erstaunlicher ist es auf diesem Hintergrund, dass es ihm gelingt, in seinem zu epischer Breite neigenden Erzählstil die Schilderung auf die Situation des Erzählers gegenüber Bartleby zu beschränken. Dazu trägt vor allem die konsequent durchgehaltene Perspektive und die Fokussierung des Erzählers auf die gradlinige Entwicklung in dem Verhalten seines Schreibers bei. Melville zeigt hier die Verwandtschaft zu der Kurzprosa seiner Zeit, lässt neben einer Ähnlichkeit in einer Reihe von Merkmalen jedoch ebenso seine Unterschiedlichkeit zu den anderen Schriftstellern seiner Zeit erkennen. Wie bei Poe zeigt Melville, wie sein Ich-Erzähler schrittweise von dem Ungewöhnlichen fasziniert wird. Dabei gelingt es ihm zugleich, diese Faszination des Erzählers auf den Leser zu übertragen. Im Gegensatz zu Poe erreicht Melvilles Erzählung ihren Höhepunkt jedoch bereits in der Mitte der Geschichte und trägt die Erzählspannung nicht auf der gleichen Höhe bis zum Schluss durch. Die Frage nach den Beweggründen für das ungewöhnliche Verhalten des Helden hat Melville zudem mit einer Reihe von Erzählungen Nathaniel Hawthornes gemein. Allerdings erlaubt die Unfassbarkeit des seltsamen Verhaltens seines Protagonisten anders als bei Hawthorne keine Unterscheidung mehr zwischen Gut und Böse.
Die Faszination, die von Bartleby ausgeht, wird für den Leser zunehmend gebrochen durch die Zweifel an der Richtigkeit des Verhaltens und des Urteilens des Erzählers. In der die Geschichte durchziehenden Ironisierung des Ich-Erzählers liegen ebenso die formal bedingten Unterschiede zu Poe und Hawthorne. Eine unity of effect im Sinne Poes kommt dadurch nicht zustande; der Leser fühlt sich zunehmend angehalten, das Geheimnis Bartlebys selbst zu ergründen. In seinem Versuch, eine Erklärung für das merkwürdige Verhalten des Helden zu finden, wird er insbesondere durch die vielfältigen Bilder und Metaphern wie beispielsweise der Mauer hinter dem Fenster von Bartlebys Schreibpult oder der aufgestellten Faltwand hinter Bartleby unterstützt, die zwar unmittelbar von dem Erzähler abhängen, letztlich jedoch auf die Intention des Verfassers zurückverweisen. So stirbt Bartleby am Schluss in den Tombs mit den Augen auf die dicken Gefängnismauern gerichtet, die der Erzähler mit dem Mauerwerk ägyptischer Pyramiden vergleicht. Ebenso vergleicht der Erzähler das heitere sonntägliche Treiben auf dem Broadway mit der erschreckenden Einsamkeit der Wall Street, die der Protagonist nicht mehr verlassen will. Eine weitere Analogie wird dem Leser von dem Erzähler nahegelegt, als er von dem Gerücht berichtet, nach dem Bartleby zuvor in dem Dead Letter Office tätig gewesen sein soll.
In dieser Analogie wird die Mauer zum Symbol der Isolation, durch die derjenige, der Hilfe und Unterstützung benötigt, nicht mehr zu erreichen ist. Allerdings erschöpft sich die Bedeutung dieser bildhaften Analogie damit noch nicht. In gleicher Weise, wie der Erzähler von Bartleby fasziniert ist, scheint dieser selbst von der Mauer so gebannt zu sein, dass er seinen Blick nicht mehr abwenden kann. Das Epitheton dead in der Verbindung dead-wall wie auch dead-end wird zum Verweiszeichen auf den Tod; die Gefängnismauer der Tombs, in denen Bartleby stirbt, wird mit den Gräbern der ägyptischen Könige gleichgesetzt. Mit dieser Erweiterung der Faszination des Erzählers um die Faszination Bartlebys durch die Mauer wird zwar weiteres Fragen unmöglich gemacht, zugleich jedoch beim Leser Unruhe erzeugt, die dazu anregt, danach zu fragen, was sich hinter der Mauer verbirgt und die Antworten zu hinterfragen, die der Erzähler dem Leser an die Hand gibt.
Mit der Gestaltung des Unfassbaren in einer Weise, die beim Leser Unruhe hinterlässt, wird dieser nicht nur in seiner Betroffenheit angeregt, eigene Antworten zu finden, sondern in der Gestaltung der Geschichte letztlich auch eine gewisse unity of effect erzielt, wenngleich in einer anderen Form, wie sie Poe als poetisches Prinzip in seiner Philosophy of Composition von 1846 vorschwebte.
Die Erzählsituation und der Erzähler in Bartleby der Schreiber weisen darüber hinaus gleichermaßen verschiedene Ähnlichkeiten mit Benito Cereno auf. Ebenso lässt sich die Weiterentwicklung von Melvilles Vorstellungswelt oder zumindest eine Variante darin anhand eines Vergleichs des Mauerbilds in Bartleby der Schreiber und Moby Dick aufzeigen. Während Kapitän Ahab an zentraler Stelle in Moby Dick es noch für möglich hält, die Mauer zu durchbrechen („All visible objects … are but paste-board masks. […] If man will strike, strike through the mask! How can the prisoner reach outside except by thrusting through the wall. To me the white whale is that wall, shoved near to me.“), hat Bartleby den Versuch, die Wand zu durchbrechen, aufgegeben oder aber niemals unternommen. Inwiefern sich hierin Melvilles eigene Resignation vor allem im Hinblick auf seinen Misserfolg oder sein Gefühl der Enttäuschung, mit Moby Dick und Pierre nicht verstanden worden zu sein, spiegelt, lässt sich allerdings nicht mit Sicherheit beantworten.
Darüber hinausgehende Deutungen von weiteren werkgeschichtlichen Zusammenhängen, die Melvilles Erzählung als unmittelbare Reaktion auf spezifische Schriften seiner Zeitgenossen zu begreifen versuchen, heben sich jedoch, wie Link in seiner Analyse feststellt, gegenseitig auf, wenn sie einerseits Bartleby als eine Satire auf Henry David Thoreaus Werke wie Walden oder auch Civil Disobedience, andererseits aber als Antwort auf Thomas Carlyles Konzeption des Everlasting Yea sehen wollen, wie sie in dessen Werk Sartor Resartus von 1831 als andauernde Bejahung der Gütigkeit der Welt zum Ausdruck der eigenen spirituellen Vollkommenheit dargestellt wird. Link zufolge liegt der richtige Ansatzpunkt der Untersuchung solcher Zusammenhänge darin, dass Melville seine Erzählung durchaus im Bewusstsein der damaligen intellektuellen oder geistigen Auseinandersetzungen verfasst hat, mit Bartleby jedoch seine eigene Antwort oder auch sein eigenes Dilemma künstlerisch zu gestalten versuchte.

## Ausgaben
- Bartleby, the Scrivener. A Story of Wall-Street. In: Putnam’s Monthly. A Magazine of Literature, Science, and Art. Band 2, Nr. 11, November 1853, S. 546–557; Band 2, Nr. 12, Dezember 1853, S. 609–615

### Deutsche Textausgaben
Die Erzählung liegt in mindestens 14 deutschsprachigen Übersetzungen aus dem amerikanischen Englisch vor, die auch unter anderen Titeln wie Bartleby, Der Schreiber Bartleby oder Bartleby, der Schreibgehilfe veröffentlicht wurden und teilweise mit Untertiteln wie Das seltsame Leben eines Kanzleischreibers im alten New York oder Eine Geschichte aus der Wallstreet erschienen; unter anderem:
- Karl Lerbs: Bartleby; Verlag Die Arche, Zürich 1946, ohne ISBN.
- Richard Möring: Bartleby, der Schreiber, Verlagshaus Jacoby & Stuart, Berlin 1948, Neuauflage bearbeitet von Stéphane Poulin, Berlin 2014, ISBN 978-3-942787-37-6.
- Alice Seiffert und Hans Seiffert; Marianne Graefe: Bartleby : Erzählungen, Reclam, Leipzig 1960 (1.–10. Tsd.), Reclams Universal-Bibliothek Nr. 8591/93.
- Karlernst Ziem: Bartleby der Schreiber, Langewiesche-Brandt, Ebenhausen b. München 1966, Deutscher Taschenbuch-Verlag, München 1975, und Beck, München 2011, 2. Aufl. 2015, ISBN 978-3-406-62420-9.
- Maria Bamberg: Bartleby, Bertelsmann-Club, Gütersloh 1967, und Der Schreiber Bartleby, Edition Weitbrecht, Stuttgart 1984, auch Bertelsmann-Club, Gütersloh / Buchgemeinschaft Donauland Kremayr und Scheriau, Wien / Dt. Bücherbund [u. a.], Stuttgart 1993, Lizenz des Winkler-Verl., München.
- Wilhelm Emanuel Süskind: Bartleby – Erzählung, Jacobi, Bremen 1974 und Fischer-Taschenbuch-Verlag, Frankfurt am Main 1988, ISBN 978-3-596-29302-5, Lizenz d. Claassen-Verl., Hamburg.
- Marianne Graefe: Bartleby : Erzählungen, Reclam, 2. erw. Aufl., Leipzig 1981, Reclams Universal-Bibliothek Bd. 721.
- Richard Mummendey: Der Schreiber Bartleby, Edition Weitbrecht im Thienemanns Verlag, Stuttgart 1983 und Büchergilde Gutenberg, Frankfurt, M. / Wien / Zürich 2007, ISBN 978-3-522-71170-8.
- Ferdinand Schunck: Bartleby, Reclam, Stuttgart 1985; Nachdruck 2013, ISBN 978-3-15-009190-6.
- Isabell Lorenz: Bartleby, der Schreiber – eine Geschichte aus der Wall Street, Ullstein, Berlin 1997 und Econ / Ullstein / List, München 2001, ISBN 978-3-548-24278-1.
- John von Düffel und Peter von Düffel: Bartleby, Merlin-Verl., Gifkendorf 1999, ISBN 978-3-926112-92-7.
- Elisabeth Schnack: Bartleby, der Schreibgehilfe : eine Geschichte aus der Wallstreet, Manesse-Verlag, Zürich 2002, ISBN 978-3-7175-4030-4.
- Jürgen Krug: Bartleby, der Schreiber – eine Geschichte aus der Wall Street, Insel-Verlag, Frankfurt am Main / Leipzig 2004, ISBN 978-3-458-34734-7.
- Michael Winter und Daniel Göske: Bartleby der Lohnschreiber. Eine Geschichte von der Wall Street. In: Billy Budd. Die großen Erzählungen. Hrsg. v. Daniel Göske. Hanser Verlag, München 2009. ISBN 978-3-446-23290-7.
- Felix Mayer: Bartleby, der Schreiber – eine Geschichte von der Wall Street, Anaconda, Köln 2010, ISBN 978-3-86647-560-1.
- Karl-Heinz Ott: Bartleby, der Schreiber. Kampa, Zürich 2025, ISBN 978-3-311-10152-9.

### Comic
- José Luis Munuera: Bartleby, der Schreiber. Übersetzt von Tanja Krämling. Splitter Verlag, Bielefeld 2021, ISBN 978-3-96792-168-7.[36]

### Deutsche Audioausgaben
- Bartleby, der Schreiber. Gelesen von Lambert Hamel. Regie: Thorsten Feuerstein. Nach der Übers. von Petra Schmied. Argon-Verlag, Berlin 2007, 2 CDs, ISBN 978-3-86610-211-8.
- Der Schreiber Bartleby. Ungekürzte Lesung mit Walter Hilsbecher. Regie Wolfgang Schenck. DAV, Berlin 2015, ISBN 978-3-86231-619-9.
- Bartleby. Gelesen von Gustav-Peter Wöhler. Aus dem Amerikan. von John und Peter von Düffel. Regie: Margrit Osterwold. Hr2, Hamburg 2013, 2 CDs, ISBN 978-3-89903-126-3.

## Rezeption

### Verfilmungen
- USA 1969 (Regie: Larry Yust; Encyclopædia Britannica Short Story Showcase Series)
- England 1970 mit John McEnery in der Titelrolle (Regie: Anthony Friedman)
- Frankreich 1978 mit Maxence Mailfort in der Titelrolle (Regie: Maurice Ronet)
- USA 2001 mit Crispin Glover in der Titelrolle (Regie: Jonathan Parker)
- Deutschland 2010 mit James Thiérrée in der Titelrolle (Regie: Andreas Honneth)

### Hörspiel
- 1963: Hörspielbearbeitung: Gert Hofmann; Regie: Peter Schulze-Rohr; mit: Hans Helmut Dickow, Max Haufler, Johannes Schauer, Balduin Baas u. a., SWF/BR

### Opern
- Musik: Walter E. Aschaffenburg, Libretto: Edward Albee
- Informationen über Bartleby. Kurzoper in 11 Stationen nach Herman Melville (2003), Musik: Benjamin Schweitzer, Libretto: Benjamin Schweitzer und Norbert Lange mit Material von Herman Melville
- Dead Wall Tales, Musiktheater nach „Bartleby der Schreiber“ von András Hamary (Musik, Videoanimationen) und Christian Golusda (Textfassung, Inszenierung) mit Patrik Erni (Bartleby) und Christian Golusda (Anwalt); Würzburg und Frankfurt, 2015.